# Левада (станция метро)
«Левада» (укр. Левада,  (слушать)о файле), до 26 июля 2024 года — «Проспект Гагарина») — станция Харьковского метрополитена на Холодногорско-Заводской линии. Расположена между станциями «Площадь Конституции» и «Спортивная». Проектное название станции - "Харьков-Левада", под названием расположенной возле места будущей железнодорожной станции Харьков-Левада. Именно под этим названием она фигурировала на совместном заседании бюро Харьковского горкома партии и исполкома городского совета 31 декабря 1965.

## Месторасположение
Станция располагается на пересечении Аэрокосмического проспекта (бывший проспекта Гагарина) и улицы Вернадского, к югу от Гимназической набережной. Станция является частью крупного пересадочного узла: в непосредственной близости находятся железнодорожный вокзал Харьков-Левада, Харьковский автовокзал (АС № 1), конечная пригородных автобусов, остановка городских маршруток и троллейбусов (м-ты 3, 5, 6, 49).

## Технические данные
Станция колонного типа, мелкого заложения. Пущена в эксплуатацию 23 августа 1975 года. К услугам пассажиров предоставлены 2 вестибюля.
При входе с восточного вестибюля станции на платформу находится декоративное витражное панно, на котором изображён космонавт на фоне космических объектов.
Восточнее станции с обоих путей имеется съезд на ССВ, ведущую к станции «Метростроителей» Алексеевской линии Харьковского метрополитена, вследствие чего при необходимости станция может использоваться как оборотная.

## История
Проектное название станции — «Харьков-Левада», под название расположенной рядом будущей (на тот момент) железнодорожной станции Харьков-Левада. Именно под этим названием она фигурировала на совместном заседании бюро Харьковского горкома партии и исполкома городского совета 31 декабря 1965 года, относительно утверждения «Архитектурно-планировочного задания на будущее строительство в Харькове первой очереди метро». Было подготовлено соответствующее названию оформление станции с элементами украинского народного искусства и оригинальными росписями. На путевых стенах станции должны были располагаться мозаики с изображением украинских полевых трав и цветов, но оно не было утверждено партийным руководством Харьковской области, а перед открытием станции её архитектурное оформление было переделано.
Станция была одной из самых первых восьми станций Харьковского метрополитена, введенных в эксплуатацию в августе 1975 года, под названием «Проспект Гагарина».
26 июля 2024 года решением Харьковской областной администрации в соответствии с Законом Украины «Об осуждении и запрете пропаганды российской имперской политики в Украине и деколонизации топономики» станция получила название «Левада».

## Галерея
- Посадочная платформа